# Ljunghusen

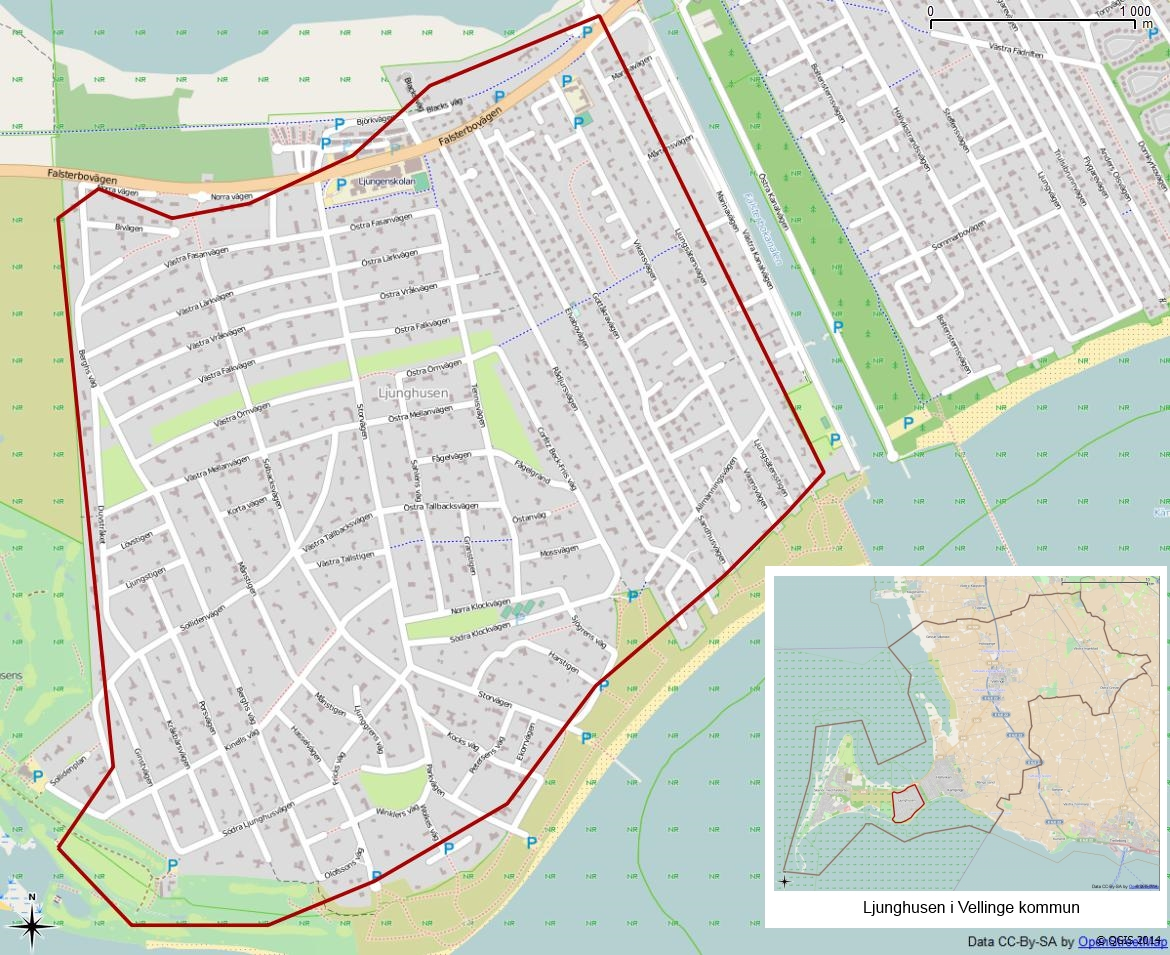
Tätorten Ljunghusens avgränsning 1990.

Ljunghusen är en tidigare tätort i Vellinge kommun i Skåne län. Orten ligger på Falsterbonäset, väster om Höllviken och öster om Skanör. Den ligger främst söder om länsväg 100, och täcker området mellan Höllviken och Kämpingebukten väster om Falsterbokanalen. Vid 2015 års tätortsavgränsning räknades bebyggelsen som en del av tätorten Höllviken och Ljunghusen.
Orten ligger främst i Rängs socken, förutom gatorna väst om Berghs väg som ingår i vad som var Skanör med Falsterbo stad.

## Etymologi
Tätorten har fått sitt namn efter de två ljunghus, som låg belägna öst om Norra Ljunghuset, då kallat Skanörs ljunghus, då det låg i Skanör med Falsterbo stad. Dessa två hus uppfördes på 1830-talet i Stora Hammars socken och förekom i den tidens kyrkoböcker under rubriken Ljunghusen. Husen har i sin tur fått sina namn efter de stora mängder ljung som växer i området. Tallskogen i området som idag kallas Ljungskogen planterades under 1800-talet av greve Corfitz Beck-Friis och kyrkoherde Carl Jakob Collin, till en början under protester av lokalbefolkningen, som använt marken för bete och torvtäkt. Båda har idag vägar i orten respektive närliggande Höllviken uppkallade efter sig.

## Historia
Orten började växa vid sekelskiftet 1900 i takt med att fler och fler välbeställda stadsbor byggde sommarhus på platsen. Området ägdes till 1896 av Börringe kloster som sålde området till ett konsortium lett av Johan Kock, som också blev en av de första att bygga stuga på området, och 1904 köptes området av AB Ljungskogens Strandbad. Ägarna av detta bolag ville bibehålla områdets stil och skapade därför ett antal regler och servitut som gäller än idag. Dessa handlar framför allt om att husen på tomten ska placeras så varsamt som möjligt för den omgivande miljön.

### Norra och södra Ljunghuset
Norra Ljunghuset uppfördes 1796 av Skanör med Falsterbo stad och utgör det sista huset innan heden mellan orten och Skanör med Falsterbo. Innan orten Ljunghusen började byggas låg huset ensligt längs landsvägen, och utgjorde en gräns mellan Skanör med Falsterbo och "Österbyarna", det vill säga framför allt Kämpinge socken och Stora Hammars socken. I dag har orten byggts till, men det hus som numera står på platsen är fortfarande det sista huset längs med huvudvägen mot Skanör. Runt sekelskiftet 1900 fungerade byggnaden som lönnkrog, och här berättades många historier om bland annat ljunghedens trollgumma Gya. I dag finns en väg i orten vid namn Lönnkrogsvägen, och i Höllviken ett område vid namn Gya. Norra Ljunghuset brann ner 1951, men återuppbyggdes och är i dag enfamiljshus.
Södra Ljunghuset uppfördes 1850 och var bostad åt personen som skötte nyplanteringarna på "Gråbackarna", de planteringar som Corfitz Beck-Friis tog initiativ till. Från 1932 fram tills det nya klubbhuset byggdes 1965 fungerade det som klubbhus för Ljunghusens GK. Byggnaden är i dag arbetsbyggnad för klubbens greenkeeper och hyser en lägenhet.

### Järnvägsstation
Mellan 1904 och 1971 fanns här en järnvägsstation, utefter linjen Vellinge-Skanör-Falsterbo järnväg. Spåret revs 1971. Mellan 1905 och 1924 gick även en hästspårvagn från järnvägsstationen ner till stranden. Vid Strandvägen delades spårvägen upp i två linjer, en östlig och en västlig.

### Sanatorium
Från 1922 till Andra Världskriget låg Ljungsäters sjukhus för 110 patienter mellan Höllviken och Ljunghusen, där Falsterbokanalen byggdes 1940. Sanatoriets tuberkulos-patienter behandlades med sol och frisk luft vid Östersjöns strand.

### Befolkningsutveckling

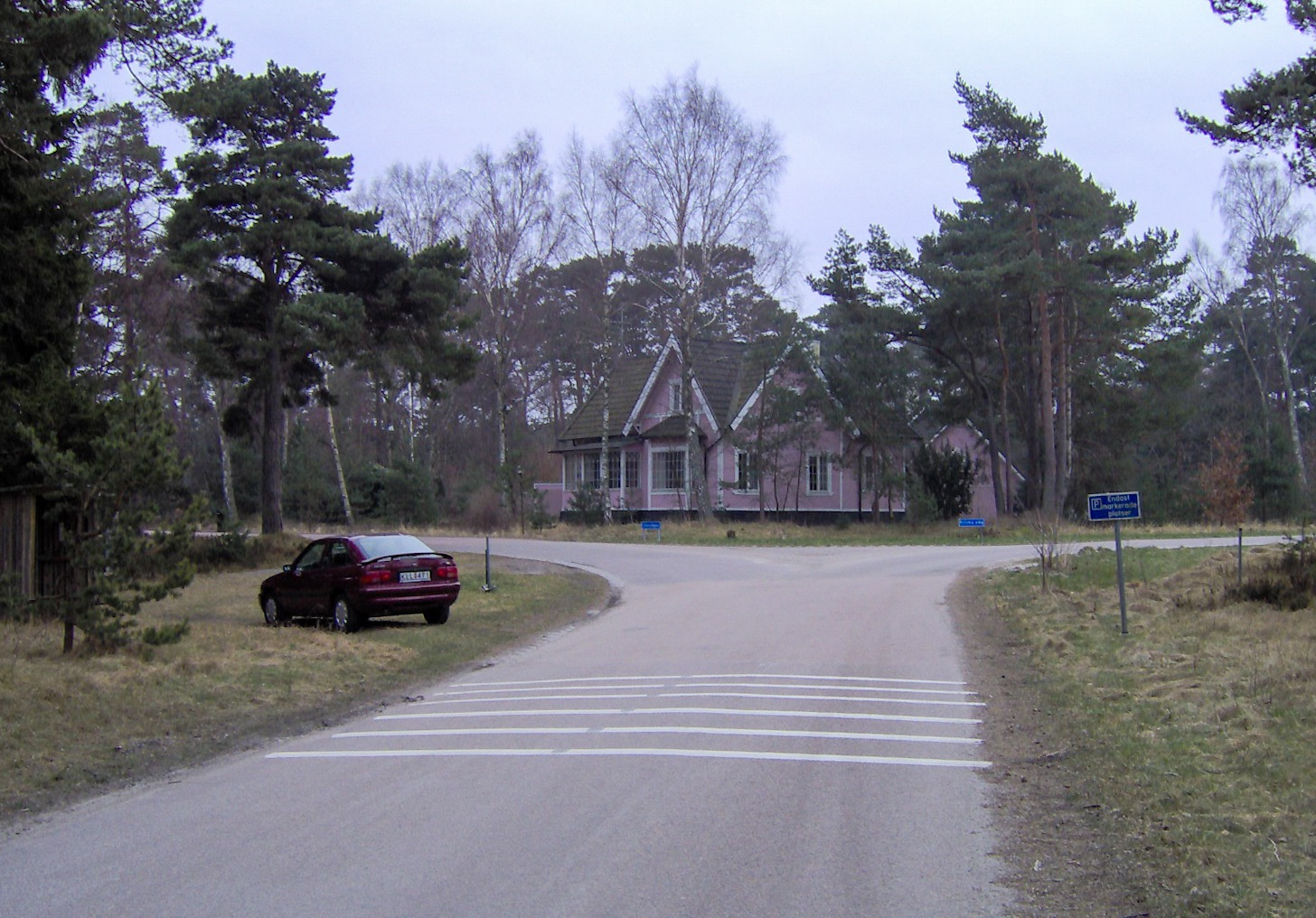
Vägskälet Storvägen - Parkvägen - Fricks väg - Solbacksvägen, med det inofficiella namnet Stjärnplan

| Befolkningsutvecklingen i Ljunghusen 1975–2010        | Befolkningsutvecklingen i Ljunghusen 1975–2010 | Befolkningsutvecklingen i Ljunghusen 1975–2010 | Befolkningsutvecklingen i Ljunghusen 1975–2010 | Befolkningsutvecklingen i Ljunghusen 1975–2010 |
| ----------------------------------------------------- | ---------------------------------------------- | ---------------------------------------------- | ---------------------------------------------- | ---------------------------------------------- |
|                                                       |                                                |                                                |                                                |                                                |
| År                                                    |                                                |                                                | Folkmängd                                      | Areal (ha)                                     |
| 1975                                                  | 1975                                           |                                                | 336                                            |                                                |
| 1980                                                  | 1980                                           |                                                | 1 239                                          |                                                |
| 1990                                                  | 1990                                           |                                                | 2 056                                          | 379                                            |
| 1995                                                  | 1995                                           |                                                | 2 202                                          | 381                                            |
| 2000                                                  | 2000                                           |                                                | 2 253                                          | 382                                            |
| 2005                                                  | 2005                                           |                                                | 2 444                                          | 383                                            |
| 2010                                                  | 2010                                           |                                                | 2 555                                          | 381                                            |
| Anm.: Ny tätort 1975. Sammanvuxen med Höllviken 2015. |                                                |                                                |                                                |                                                |

## Samhället
Bebyggelsen består till allra största del av villor. Orten är känd för sina badstränder och sin golfbana, Ljunghusens GK.
Ljunghusen består främst av tre delar: Området norr om Falsterbovägen (länsväg 100), Stora området (Storvägsområdet)samt Lilla området (mellan kanalen och Storvägsområdet). Ljungskogens strandbad utgör de delar av Stora området samt Lilla området som ligger närmast stränderna i väster. 
I tätorten finns en F-9-skola, Ljungenskolan, och en förskola, Vikenstugan.

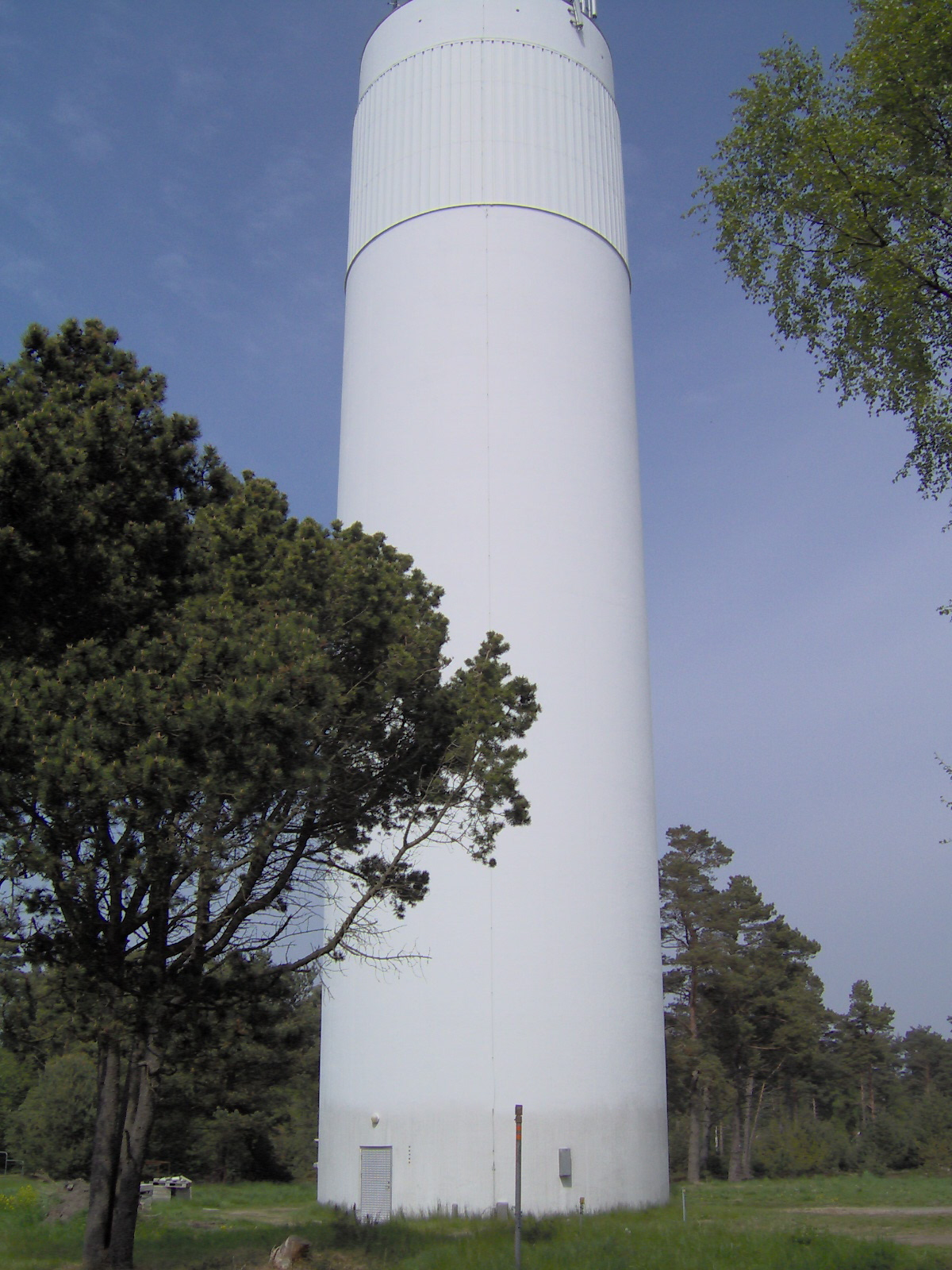
Vattentornet

Ljunghusens vattentorn är ortens vattenreservoar. Tornet är vitt och har form av en cylinder. Det står i västra delen av tätorten, nära Skanörs ljung. Höjden är 38 m och tornet har en vattenvolym om 450 m³. Ljunghusens vattentorn förser även Höllviken med vatten. Innan Falsterbo vattentorn byggdes försågs även Skanör med Falsterbo med vatten från Ljunghusen.

### Ljungskogens strandbad

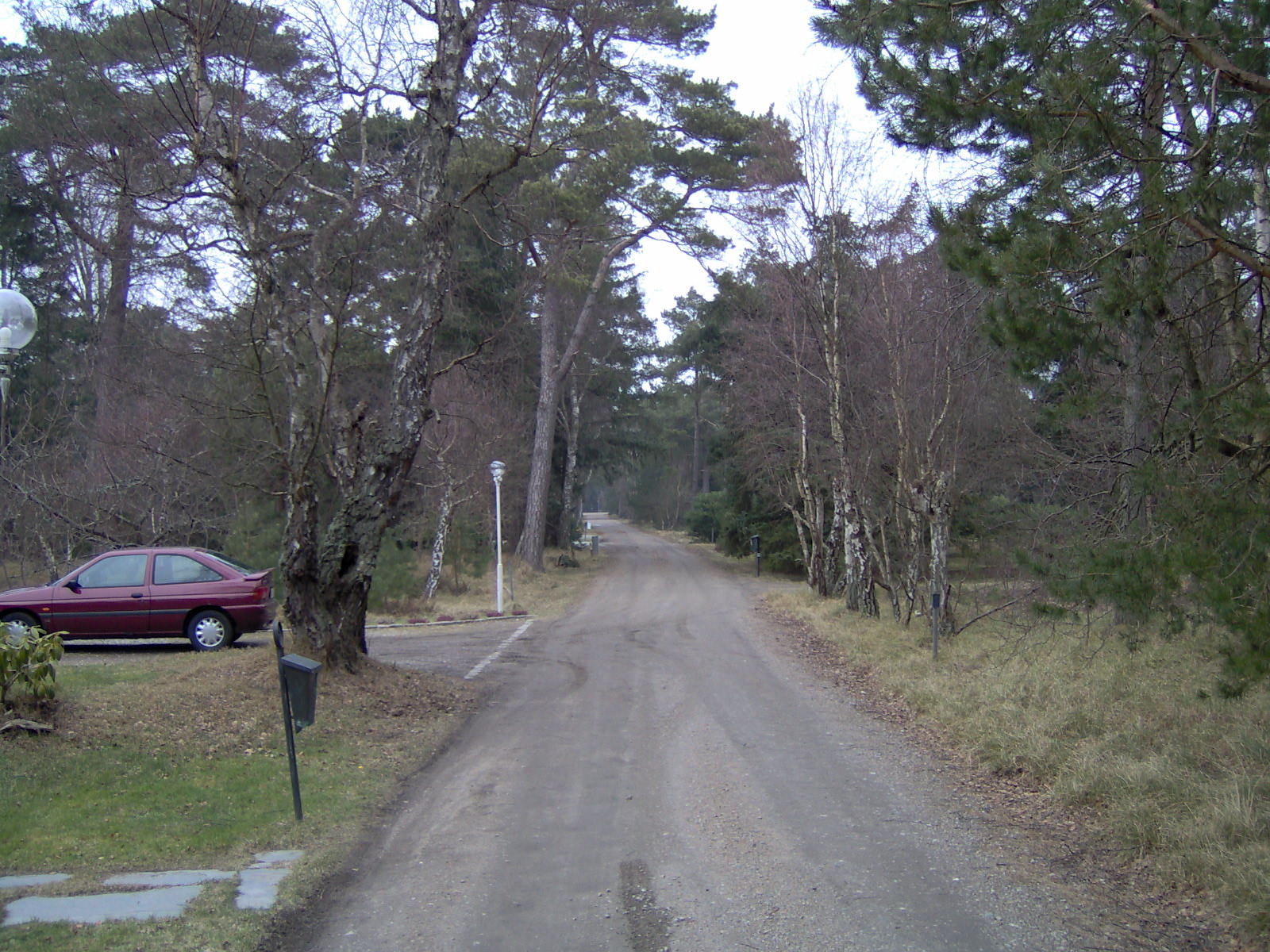
Typisk väg i Ljungskogens strandbads villakvarter

Storvägsområdet eller Ljungskogens strandbad (Stora området) kallas den del av Ljunghusen som nås genom Storvägen, och det är dessutom den västligaste delen av orten. Detta område har sin helt egna karaktär i det att flera servitut och stipulerade förutsättningar, uppställda i 1900-talets början, reglerat områdets utveckling. Tomterna får inte understiga 2000 kvadratmeter, hus ska helst placeras med en ridå av träd mellan huset och vägen samt mellan omkringliggande hus, tomterna skall behålla sin karaktär av naturtomt med ljung och tall. Detta har sin grund i områdets ursprungliga syfte: rekreation och sommarviste. I och med att bebyggelsen i området mer antagit karaktär av åretruntboende har flera av dessa regler luckrats upp, exempelvis det under sommaren gällande spikningsförbudet.
Möjligheterna till nybyggnad inom området är idag mycket begränsade beroende på avsaknad av obebyggda tomter samt att möjligheterna att stycka av mindre större tomter från större begränsas av servitutet om minsta tillåtna yta på 2000 kvadratmeter. Det fåtal nya hus som uppförs byggs oftast på tomter där det tidigare stått mindre sommarhus från 1940- och 50-talen.  
Inom Ljungskogen finns ett flertal intresseföreningar, såsom Villaägarföreningen, Vägföreningen, Vattenföreningen, Bastuföreningen, Badhytternas Vänner och en nyligen bildad förening för bouleintresserade. Dessutom finns det en viltvårdförening och en tennisförening.

### Området norr om länsväg 100
Norr om länsväg 100 finns en livsmedelsbutik, en kiosk, ett bageri, en före detta järnvägsstation och i övrigt främst lägenheter och radhus, förutom en handfull villor.

### Området mellan Storvägsområdet och kanalen
Detta område (Lilla området) har till skillnad från Storvägsområdet mer klassisk villaområdestil, speciellt Elvabovägen, ett typhusområde med cirka 50 identiska småhus byggda på 1970-talet och placerade på var sin sida om en rak och bred asfalterad väg. Området är dessutom upplyst av gatlyktor. I detta område finns det före detta Ljungsäters sjukhus (se nedan). Även vandrarhemmet Lotsvillan ligger här. På Rådjursvägen inom området sköts år 1908 "Skånes sista varg".
Vargen, som rymt från en passerande cirkus, stoppades upp och är fortfarande utställd på Falsterbo museum.

## Kommunikationer

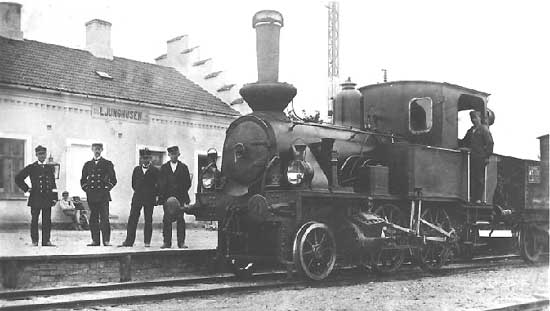
Tåg vid järnvägsstationen år 1914

Ljunghusen har bussförbindelse med Malmö, och bussen stannar vid två hållplatser. Hållplatserna heter Elvabovägen och Storvägen.

## Idrott
I Ljunghusen finns faciliteter för golf, tennis, handboll samt boule. På orten finns tre tennisbanor som byggdes på 1950-talet, där det bland annat förekommer sommarträning, samt i anslutning till tennisbanorna två nyanlagda boulebanor tillhörande en nyligen bildad förening för bouleintresserade. Det finns även en golfklubb, Ljunghusens golfklubb, som är en av Sveriges erkänt bästa.
Stränderna inom Ljungskogens strandbad är inom vissa områden öppna för kitesurfing samt vindsurfing och erbjuder goda förutsättningar för bägge sporter, vilket det faktum att SM i Kitesurfing har hållits på orten vittnar om.